# Heckler & Koch P7
Heckler & Koch P7 (krajše HK P7) je polavtomatska pištola nemškega koncerna Heckler & Koch GmbH.

## Zgodovina
Pištola je bila javnosti prvič predstavljena leta 1976 pod imenom Heckler & Koch PSP (Heckler & Koch Polizei Selbstlade Pistole oz. policijska samopolnilna pištola). Nastala je za potrebe nemških policijskih in drugih varnostnih služb, ki so do Münchenskega masakra uporabljale osebno oborožitev v slabotnem kalibru 7,65 mm.
Zahteve za novo orožje so bile za tisti čas dokaj zahtevne. Nova pištola bi morala biti izdelana v kalibru 9 x 19 mm, njena masa pa ne bi smela presegati 1000 gramov. Največje še dovoljene dimenzije orožja so bile postavljene na 180 x 130 x 34 mm. Energija izstrelka na ustju cevi bi morala biti najmanj 500 J, orožje pa bi moralo zanesljivo delovati do 10.000 izstreljenih nabojev. Hkrati bi morala biti pištola prilagojena levičarjem in desničarjem ter biti dovolj varna za nošenje z nabojem v ležišču.
Nemške varnostne sile so na natečaju izbirale med tremi tipi pištol; Švicarskim SIG-Sauerjem P225 (poimenovanim P6) in dvema nemškima pištolama; P7 (uradno imenovanim PSP) ter pištolo Walther P5.
Serijska proizvodnja pištole P7 se je začela po zmagi na natečaju leta 1979. Kmalu so jo kot službeno orožje sprejele nemška zvezna policija, ki jo je dodelila protiteroristični enoti GSG-9 ter Bundeswehr, ki jo je dodelil svojim specialnim enotam. Pištolo je naknadno v svoje enote sprejela tudi grška vojska, kar je vodilo v licenčno proizvodnjo v tej državi. Licenco za izdelavo je dobilo podjetje Hellenic Arms Industry.

## Princip delovanja in materiali
P7 je polavtomatska pištola, ki deluje na principu prostega zaklepa. Nekateri modeli uporabljajo sistem zakasnjenega odpiranja, povzetega po švicarskem prototipu pištole W+F 47. V tem primeru del smodniških plinov preko luknjice, ki se nahaja tik pred ležiščem naboja upočasni delovanje zaklepa. Plini se nakopičijo v posebnem valju pod cevjo in zadržijo zaklep v prednjem položaju vse dokler krogla ne zapusti cevi. Nato se pritisk v valju zmanjša, zaklep pa se pomakne nazaj in izvrže prazen tulec ter vstavi nov naboj v ležišče. Pištolo so izdelovali tudi v klasičnem principu kratkega trzanja cevi.
Pištola je imela inovativni sistem varovanja in namesto udarne igle vgrajen striker. Varovalka se je nahajala na sprednjem delu ročaja in se je sprostila šele, ko je strelec čvrsto prijel pištolo (obrnjen sistem kot pri ameriškem Colt M1911). Hkrati je pritisk na to varovalko (cca 70 N) napel striker in ga pripravil za delovanje. Strelec je nato izstrelil naboj s pritiskom na sprožilec, za kar je bila potrebna sila cca 20 N.
Pištola je imela poligonalno (heksagonalno) cev z navojem koraka 250 mm, za natančnost pa so poskrbeli odprti tritočkovni tricijski merki, ki so omogočali streljanje tudi v slabši vidljivosti. Kot je bilo zahtevano je bila pištola namenjena tako levičarjem kot desničarjem, gumb za izmet praznega enorednega okvirja pa se je nahajal na spodnjem delu ročaja.
Med leti 1982-1983 so P7 večkrat modificirali, predvsem zaradi prilagajanja pištole ameriškemu trgu. Ena bistvenih sprememb je bila namestitev obojestranskega gumba za izmet praznega okvirja, ki so ga namestili na obe strani branika sprožilca, zaradi česar so posledično tudi spremenili okvirje za to pištolo.

## Modeli
Pištolo so izdelali v več različicah: P7M8 (P7 z osemstrelnim okvirjem), P7PT8, P7M13, P7K3, P7M10 inP7M7, ki so se med seboj razlikovale v kalibru in principu delovanja (glej prejšnje poglavje in infopolje).